# Molophilus pictor
Molophilus pictor là một loài ruồi trong họ Limoniidae. Chúng phân bố ở miền Australasia.